# Аркадій Степний
Аркадій Степний (рос. Аркадий Степной), справжнє ім'я — Жанат Касабеков (рос. Жанат Касабеков; нар. 15 липня 1978) — російськомовний казахський письменник-фантаст.

## Псевдонім
Жанат Касабеков обрав псевдонім разом із сім'єю. Ім'я «Аркадій» було обрано на честь діда письменника, що воював у часи Другої світової війни.

## Біографія
Жанат Касабеков народився 15 липня 1978 року в Казахській РСР. Після закінчення школи працював на ринку «Тастак» і в комп'ютерному клубі. З 10 березня 2007 року почав займатися літературною діяльністю. Пише російською мовою. Живе в місті Алмати.

## Творчість

### Глінглокський лев
Видані на сьогодні книжки Аркадія Степного належать до трилогії «Глінглокський лев». Її герой — простий алматинський хлопець, якого захоплення онлайновими комп'ютерними іграми несподівано завело до паралельного світу, в якому починається велика війна на знищення з ельфами та гномами. Нескладно провести паралелі між подіями, описаними в першій половині трилогії, і початковим періодом німецько-радянської війни: епіграфом другої книги слугують слова старшого лейтенанта 8-ї гвардійської Панфіловської дивізії. Головний герой проходить шлях від «штрафбатівця» до лицаря короля. Йому судилося пережити втрату друзів-соратників, він буде втягнутий у хитросплетіння великої політики та нагородою йому, врешті-решт, стане кохання баронеси.

## Критика
Одна з особливостей творчості Аркадія Степного — використання так званого «сінематографічного монтажу», що іноді буває виправданим, а іноді призводить до появи нерозвинених другорядних сюжетних ліній, слабко пов'язаних з основною розповіддю.